# Б'янко
Б'янко (італ. Bianco, сиц. Biancu) — муніципалітет в Італії, у регіоні Калабрія,  метрополійне місто Реджо-Калабрія.
Б'янко розташовані на відстані близько 530 км на південний схід від Рима, 100 км на південний захід від Катандзаро, 45 км на схід від Реджо-Калабрії.
Населення — 4224 особи (2014).
Щорічний фестиваль відбувається 15 серпня. Покровитель — Madonna di Pugliano.

## Демографія
Населення за роками:

Станом на 1 січня 2023 року в муніципалітеті офіційно проживало 311 іноземців з 34 країн, серед них 106 громадян країн Євросоюзу та 35 громадян України.

## Сусідні муніципалітети
- Африко
- Боваліно
- Караффа-дель-Б'янко
- Казіньяна
- Ферруццано